# Ольгино (Пензенская область)
Ольгино — деревня в Вадинском районе Пензенской области России. Входит в состав Каргалейского сельсовета.

## География
Деревня находится в северо-западной части Пензенской области, в пределах восточной окраины Окско-Донской низменности, в лесостепной зоне, на расстоянии примерно 7 километров (по прямой) к востоку от села Вадинска, административного центра района.
Климат
Климат характеризуется как умеренно континентальный. Средняя температура воздуха самого холодного месяца (января) составляет −11,5 °C (абсолютный минимум — −44 °С); самого тёплого месяца (июля) — 19,5 °C (абсолютный максимум — 38 °С). Продолжительность безморозного периода составляет 133 дня. Годовое количество атмосферных осадков — 467 мм. Снежный покров держится в среднем 141 день.

## История
Основана как помещичья деревня в конце XVIII — начале XIX века. Перед отменой крепостного права показана за помещиком Андреем Николаевичем Араповым. Жители являлись прихожанами Никольского храма в селе Ягановка.
По состоянию на 1911 год в деревне, относившейся к Ягановской волости Керенского уезда, имелись: одно крестьянское общество, 89 дворов и лавка. Население села того периода составляло 595 человек. В 1929 году Ольгино являлось центром сельсовета. По данным 1955 года в Ольгине располагалась центральная усадьба колхоза «Новый Путь».

## Население
| 2010 |
| ---- |
| 19   |

Половой состав
По данным Всероссийской переписи населения 2010 года в гендерной структуре населения мужчины составляли 47,4 %, женщины — соответственно 52,6 %.
Национальный состав
Согласно результатам переписи 2002 года, в национальной структуре населения русские составляли 100 % из 46 чел.

## Улицы
Уличная сеть деревни состоит из одной улицы (ул. Лесная).